# Doris odhneri
Espèce
Synonymes
- Archidoris odhneri MacFarland, 1966[2]

Doris odhneri est une espèce de mollusques de l'ordre des nudibranches et de la famille des Dorididae.

## Description
Doris odhneri est un mollusque gastéropode marin sans coquille. D'une longueur moyenne de 60 à 90 mm et pouvant atteindre 200 mm, ce nudibranche doridien possède un manteau blanc, parfois jaune pâle, de forme convexe, ponctué d'excroissances qui lui donne un aspect rugueux. Sa tête est dotée de deux rhinophores blancs lamellés, et, près de sa queue, ses branchies composent un panache de couleur blanche,.

## Noms vernaculaires
- White night doris ou Giant white dorid, dans le monde anglophone[5],[3].

## Habitat
Doris odhneri prospère sur les fonds marins rocheux jusqu'à 50 m de profondeur.

## Distribution
La limace de mer Doris odhneri se rencontre dans l'Est de l'océan Pacifique, le long de la côte Est du continent Nord américain, du Sud de l'Alaska jusqu'à la péninsule de Basse-Californie,.